# Nikolái Morílov
Nikolái Serguéyevich Morílov –en ruso, Николай Сергеевич Морилов– (Perm, URSS, 11 de agosto de 1987) es un deportista ruso que compitió en esquí de fondo. Es hermano de la esquiadora Natalia Korosteliova.
Participó en los Juegos Olímpicos de Vancouver 2010, obteniendo una medalla de bronce en la prueba de velocidad por equipo (junto con Alexei Petujov). Ganó dos medallas en el Campeonato Mundial de Esquí Nórdico, plata en 2007 y bronce en 2009.

## Palmarés internacional
| Juegos Olímpicos   | Juegos Olímpicos          | Juegos Olímpicos  | Juegos Olímpicos     |
| Año                | Lugar                     | Medalla           | Prueba               |
| ------------------ | ------------------------- | ----------------- | -------------------- |
| 2010               | Vancouver (Canadá)        | Medalla de bronce | Velocidad por equipo |
| Campeonato Mundial |                           |                   |                      |
| Año                | Lugar                     | Medalla           | Prueba               |
| 2007               | Sapporo (Japón)           | Medalla de plata  | Velocidad por equipo |
| 2009               | Liberec (República Checa) | Medalla de bronce | Velocidad individual |